# 松田勘右衛門
松田 勘右衛門（まつだ かんえもん、? - 元文5年11月21日（1741年1月8日））は、江戸時代中期の一揆指導者。

## 経歴・人物
因幡国八東郡東村の農民。郡代の米村広当の交代や年貢軽減を要求した鳥取藩の元文一揆を指導。一揆では、因幡、伯耆両国の鳥取藩領の農民約5万人が蜂起、勢力は鳥取城下へ押し寄せたが武力鎮圧にあって終息。その後首謀者として弟の武源治らと共に捕らえられ処刑された。